# Jürgen Ovens

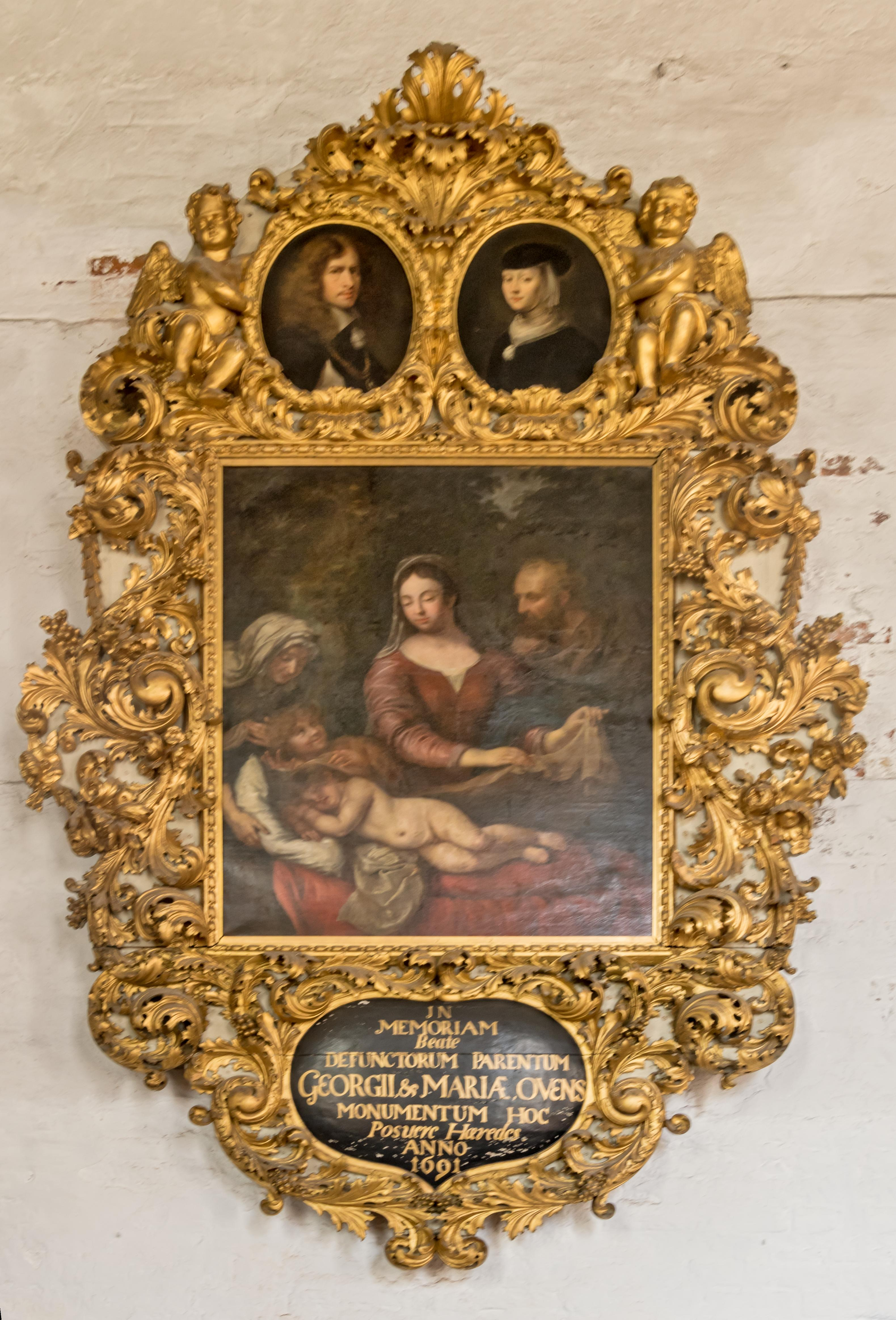
Epitafium Ovensa i jego żony w Tönning, na górze jego autoportret i portret żony

Jürgen Ovens (ur. ok. 1623 w Tönning, zm. 9 grudnia 1678 we Friedrichstadcie) – niemiecki malarz-portrecista epoki baroku z kręgu Rembrandta.

## Życie i twórczość
Ovens pochodził z bogatej rodziny ze Szlezwiku-Holsztyna. Jego ojciec był kupcem i armatorem, mającym częste kontakty z handlarzem sztuką z Amsterdamu, Hendrikiem Uylenburghem. Jürgen w 1638 został wysłany do Niderlandów w celach edukacyjnych. Prawdopodobnie został uczniem Rembrandta, z którym Uylenburgh był blisko związany, choć tylko niektóre wczesne prace Ovensa zdradzają wpływy Rembrandta – bardziej widoczne są w nich wpływy eleganckiego, dworskiego stylu Rubensa i van Dycka. Pierwsze datowane, znane dzieło Ovensa, portret młodzieńca z 1642 wskazuje, że już wtedy był świetnym portrecistą, którego styl opowiadał wymogom dworskim. W 1649/1650 wraz z Jacobem Jordaensem i Janem Lievensem podjął się wykonania dekoracji Sali Orańskiej w pałacu Huis ten Bosch pod Hagą. Później związał się z innym uczniem Rembrandta, Govertem Flinckiem. Po zakończeniu wojny trzydziestoletniej być może krótko przebywał na polskim dworze królewskim.
W 1651 Ovens powrócił do ojczyzny, gdzie nawiązał bliski kontakt z dworem książęcym w Gottorp (już wcześniej, w 1646 namalował portret księżnej Marii Elżbiety z synami). Zamieszkał z żoną we Friedrichstadcie, utrzymywał jednak bliskie kontakty także z Niderlandami. W 1652 został malarzem nadwornym księcia Holsztynu-Gottorp Fryderyka III. Był autorem licznych portretów członków rodziny książęcej, w tym wielkoformatowego, grupowego przedstawienia rodziny. Namalował też wielkoformatowe przedstawienia mających miejsce w 1654 zaślubin córki księcia Jadwigi Eleonory z królem Szwecji Karolem X Gustawem. W drugiej połowie lat 50. wykonał kilka dużych, rodzinnych portretów córek księcia Fryderyka.
W 1657 Ovens przeniósł się z rodziną z zagrożonego wojną Friedichstadtu do Amsterdamu. Powstałe w tym okresie liczne portrety patrycjuszy i bogatych kupców z tego miasta należą do najwybitniejszych jego dzieł. Po śmierci Flincka przejął jego studio. W 1662 stworzył malowidło (przedstawiające konspirację Batawów pod wodzą Klaudiusza Cywilisa) do ratusza w Amsterdamie. 
W 1663 Ovens powrócił do Friedrichstadtu i rozpoczął pracę dla następcy księcia Fryderyka III, jego syna Chrystiana Albrechta. Do Gottorp wykonał cykl wielkoformatowych malowideł przedstawiających sceny z historii rodu książęcego. Współpracę z księciem przerwała kolejna wojna w 1675. W tym samym okresie wykonał też liczne obrazy ołtarzowe (m.in. do katedry w Szlezwiku). Działał także jako handlarz sztuką.

## Wybrane prace

Księżniczka Jadwiga Eleonora koronowana przez Minerwę, 1654
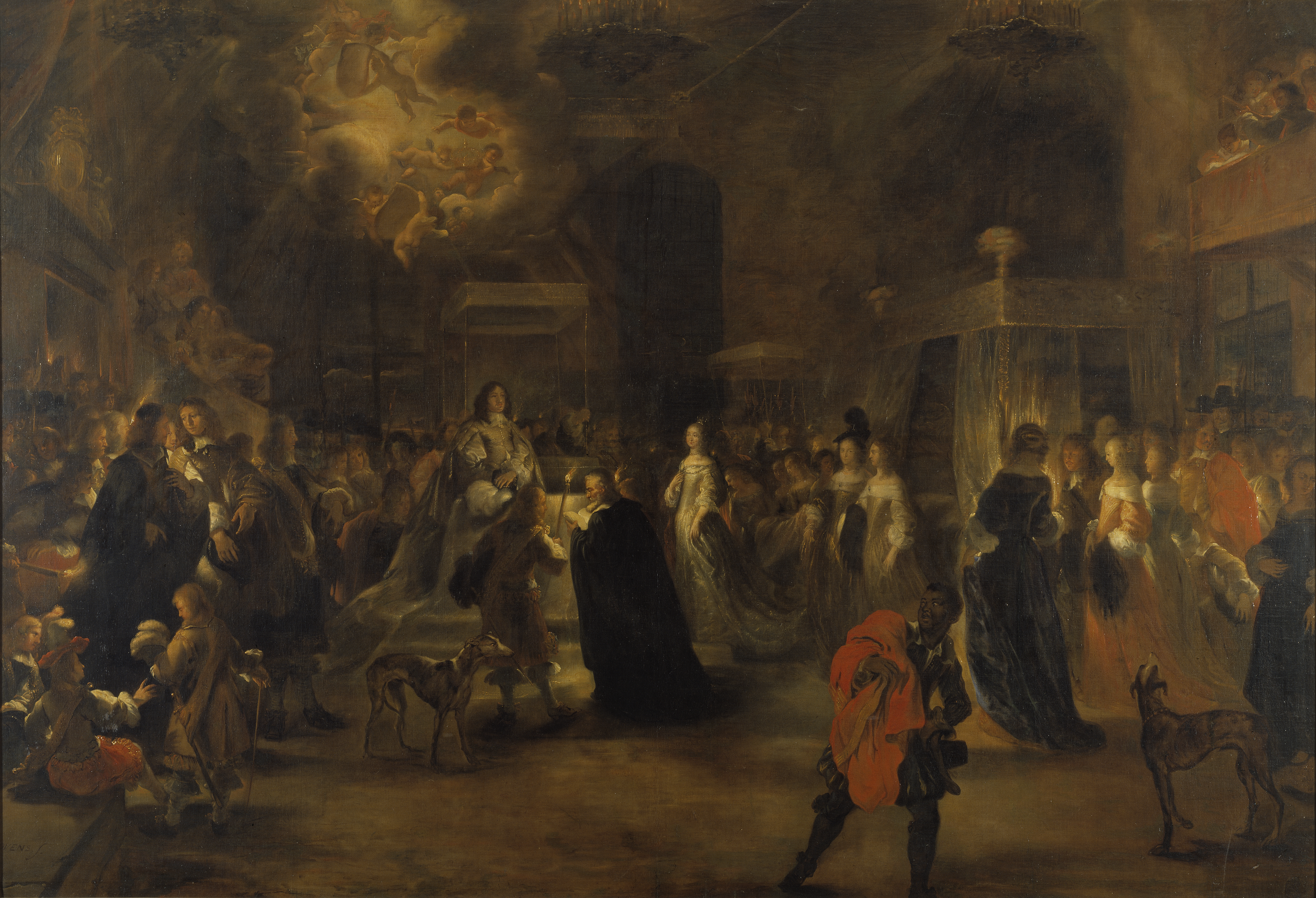
Ślub Jadwigi Eleonory i Karola X Gustawa
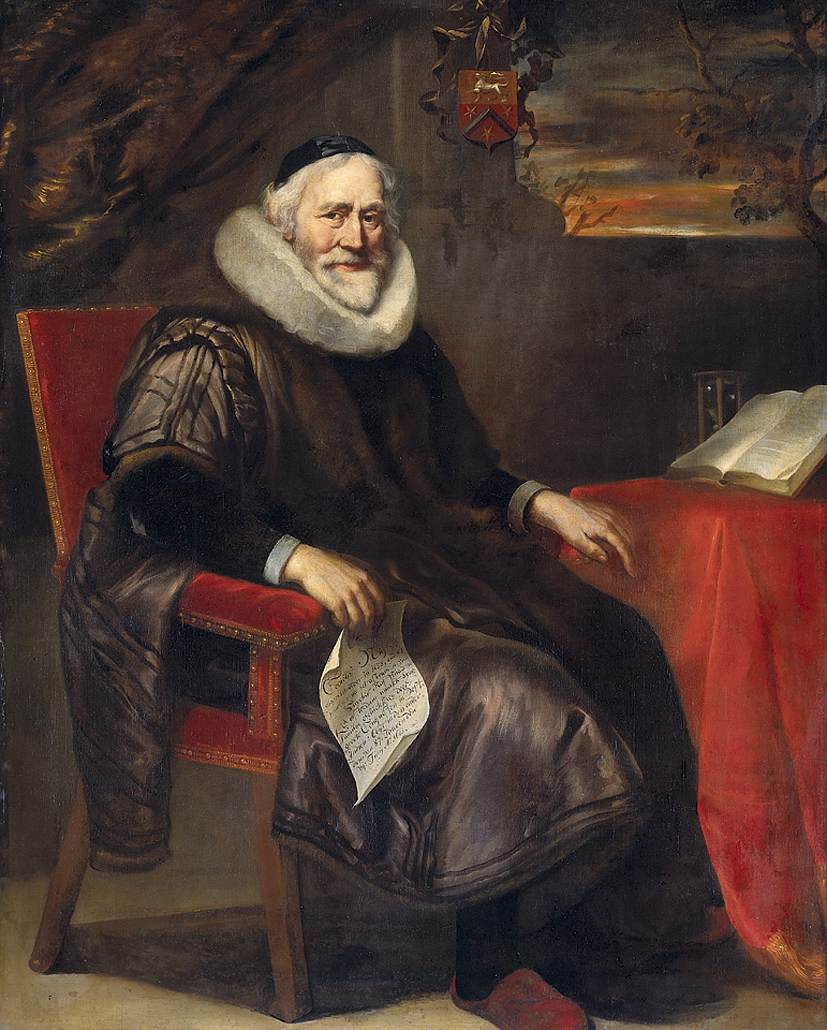
Portret Cornelisa Nuytsa, 1658
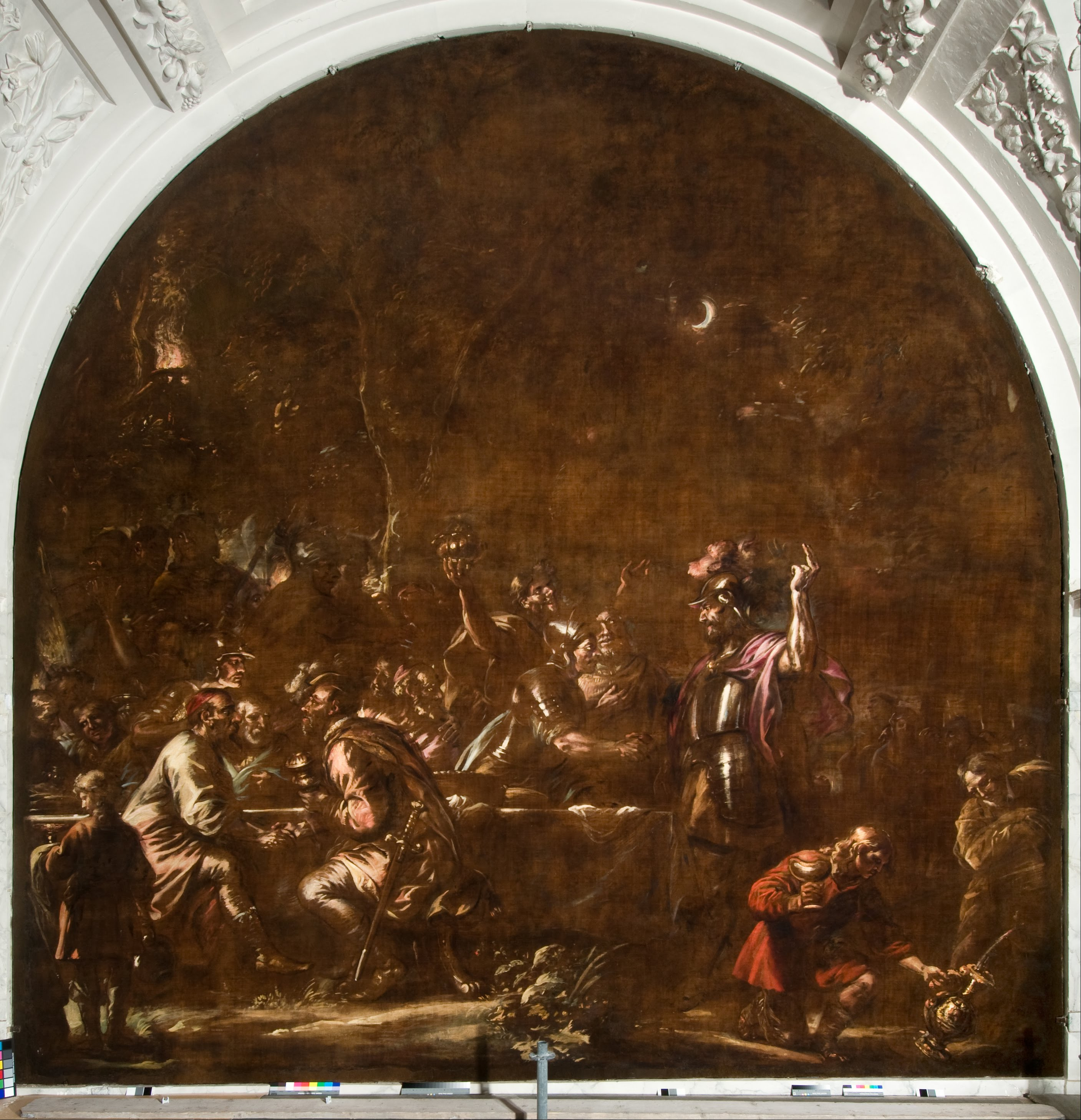
Konspiracja Batawów pod wodzą Klaudiusza Cywilisa w ratuszu w Amsterdamie, 1662
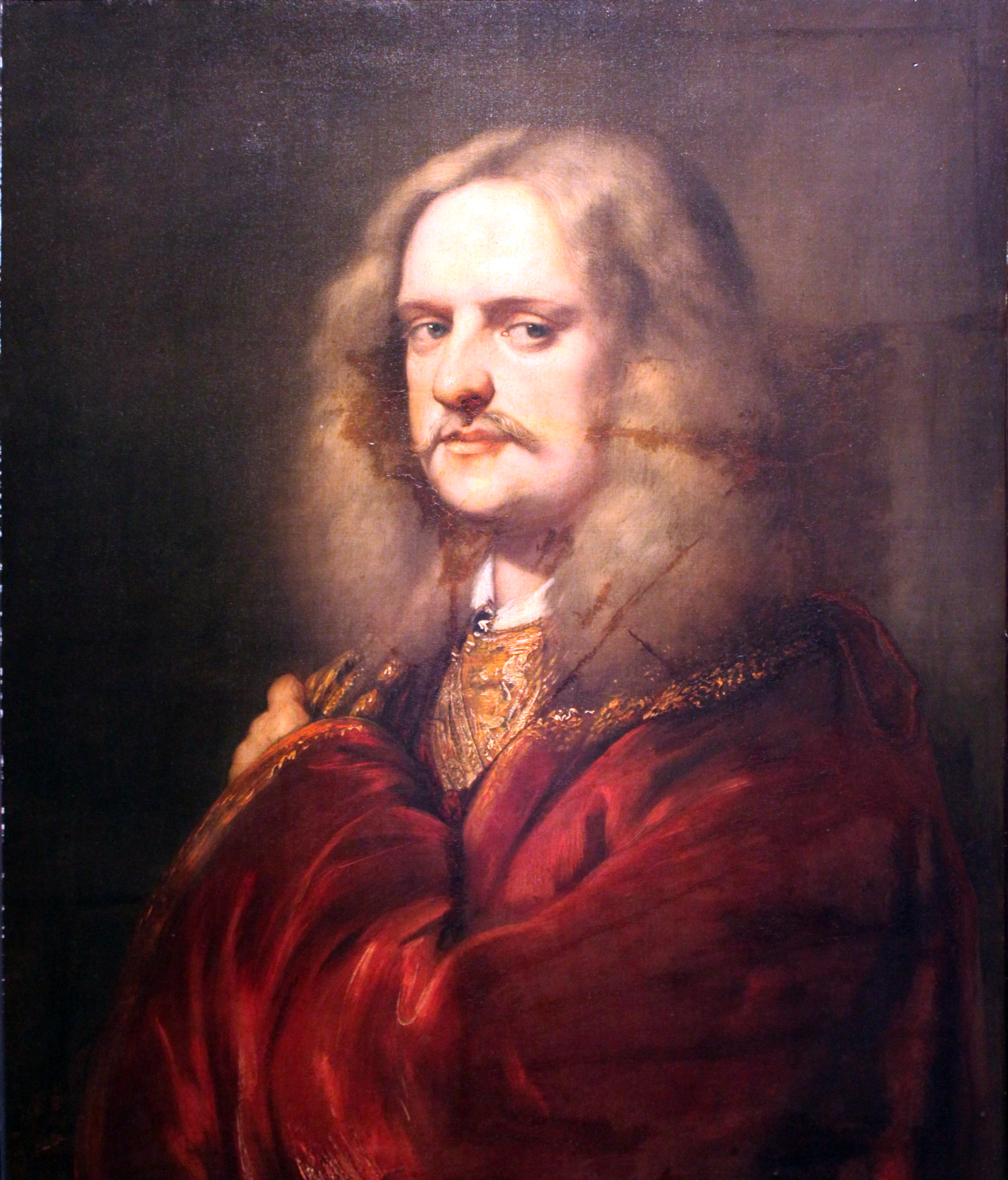
Portret nieznanego młodzieńca, 1662
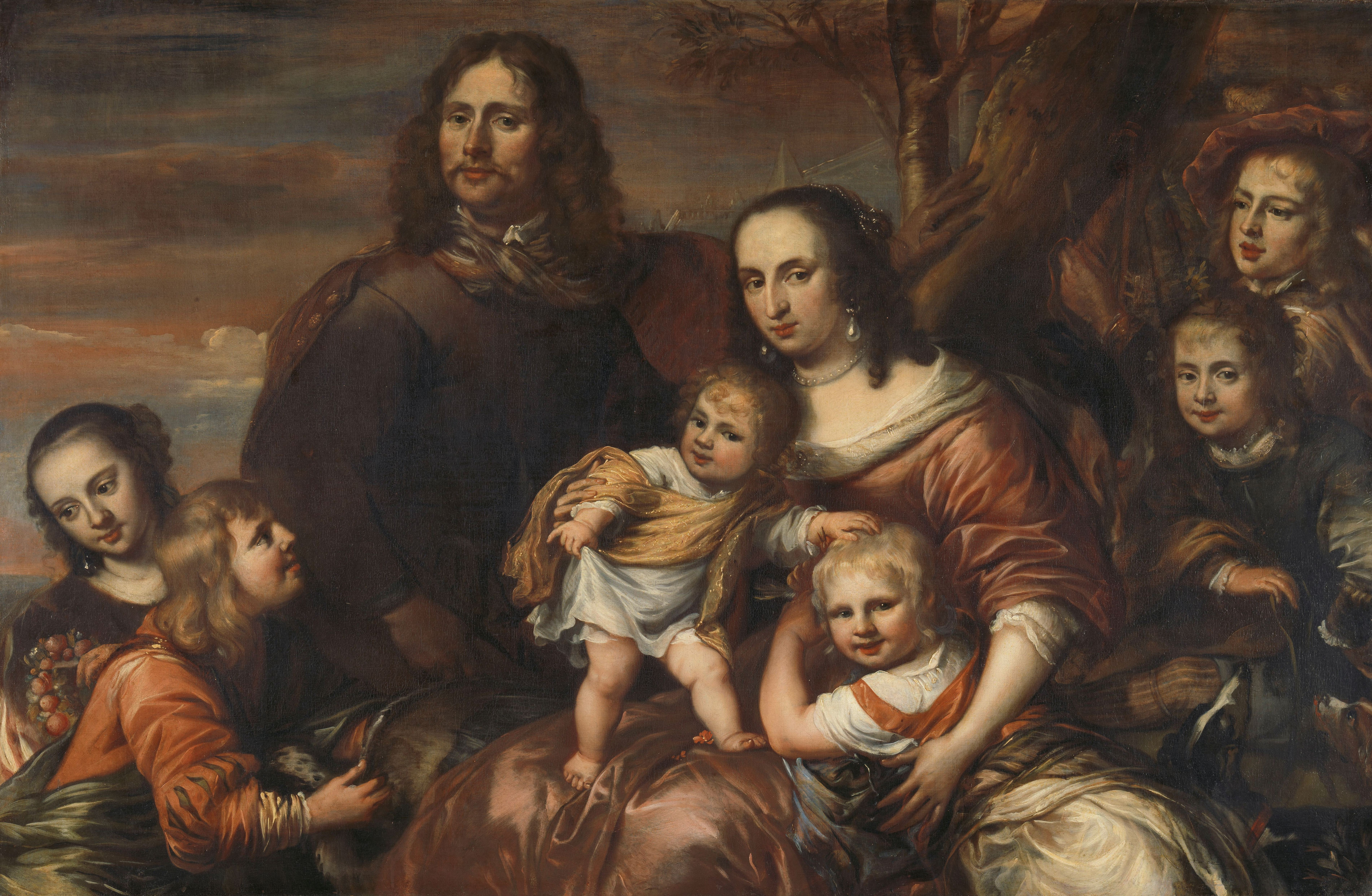
Portret rodzinny
Alegorie mądrości, sprawiedliwości i pokoju, 1669
Portret księcia Fryderyka III
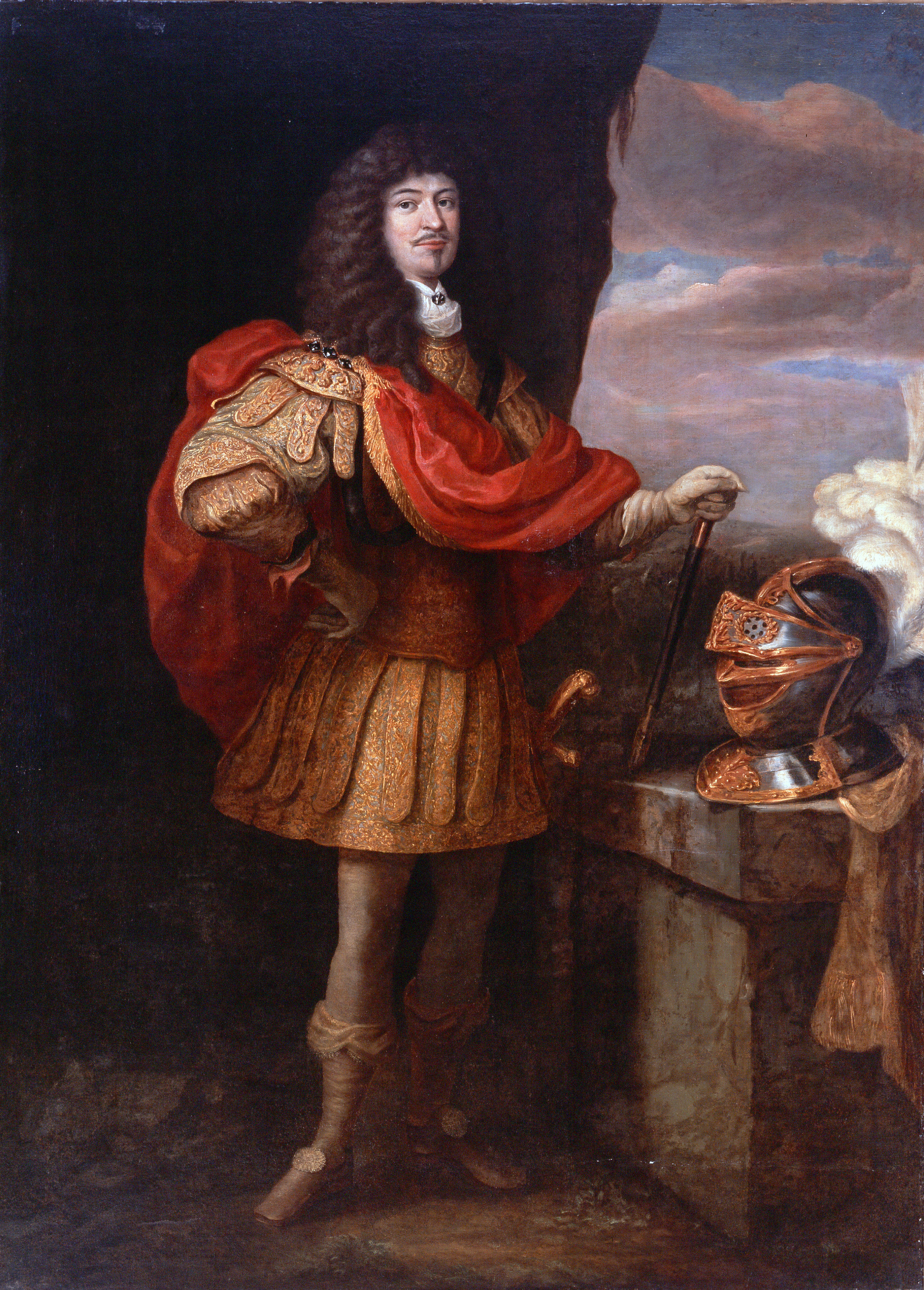
Portret księcia Chrystiana Albrechta
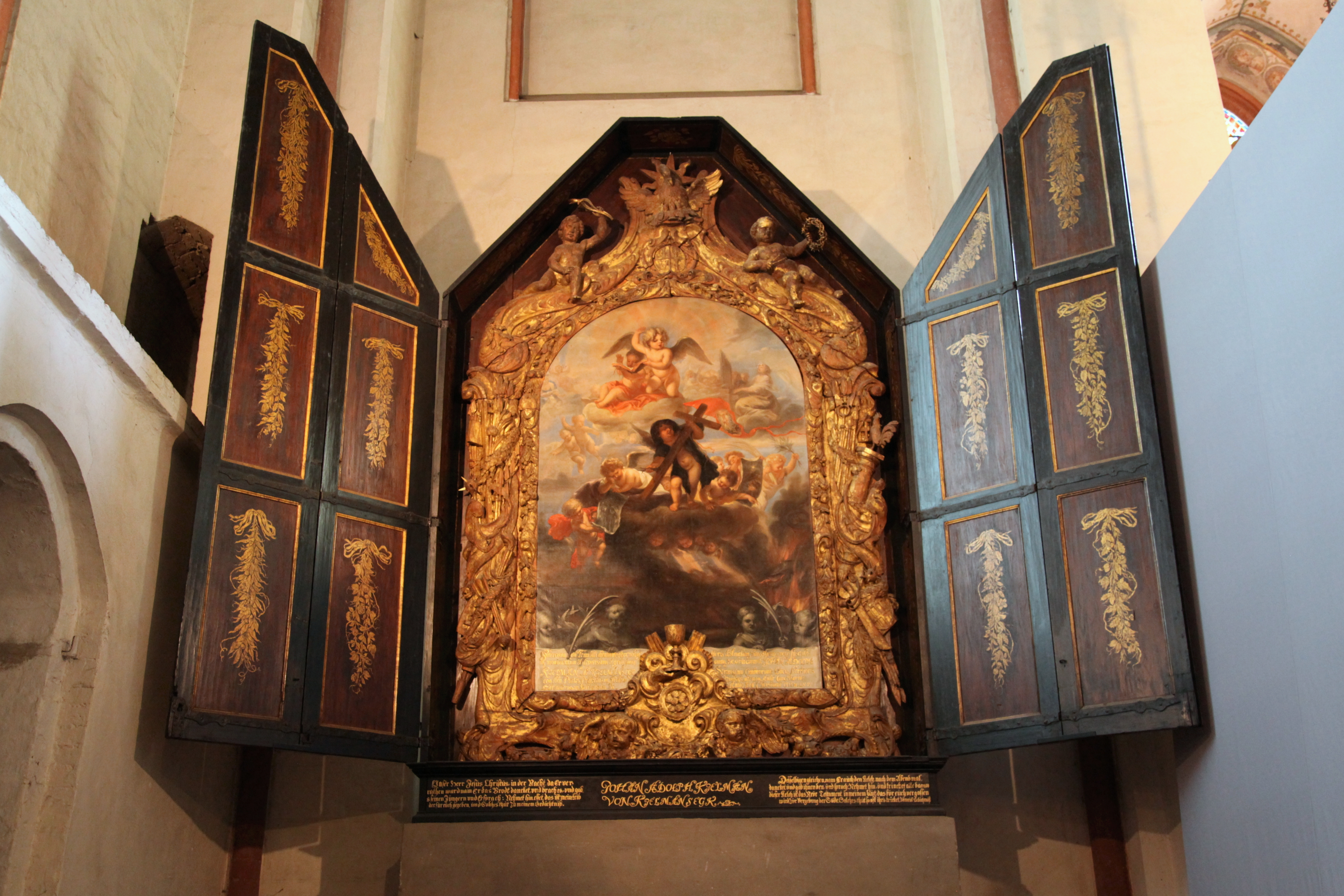
Zwycięstwo chrześcijaństwa nad grzechem i śmiercią w ołtarzu w katedrze w Szlezwiku